# Passatempo (singolo)
Passatempo è un singolo del cantautore italiano Enrico Nigiotti, pubblicato il 16 maggio 2025.

## Descrizione
Il brano, scritto dallo stesso cantautore, è prodotto da Celo ed Enrico Brun.

## Video musicale
Il video musicale, diretto da Fabrizio Cestari, è stato pubblicato in concomitanza all'uscita del brano attraverso il canale YouTube del cantautore.

## Tracce
Testi di Enrico Nigiotti, musiche di Enrico Nigiotti, Celo ed Enrico Brun.
1. Tu sei per me – 3:04